# Stari Babany
Stari Babany (ukr. Старі Бабани) – wieś na Ukrainie, w obwodzie czerkaskim, w rejonie humańskim. W 2001 roku liczyła 1859 mieszkańców.